# Ini (fáraó)
Ini (Ini Sziésze Meriamon, uralkodói nevén Menheperré) az ókori egyiptomi uralkodó, aki Thébát és környékét kormányozta az i. e. 8. században, a XXIII. dinasztia utolsó uralkodóját, Rudamont követően. (Léteznek olyan elképzelések is, miszerint Rudamon után egy gyengén dokumentált VII. Sesonk nevű fáraó uralkodott, és csak az után jöhetett Ini időszaka.)

## Említései
Menheperré Ini valószínűleg Rudamont követte Thébában, de nem volt tagja a XXIII. dinasztiának, amelyhez elődje tartozott, és a dinasztia uralkodóival ellentétben csak helyi uralkodó volt, aki Thébát kormányozta a Rudamon halála utáni 4–5 évben vagy valamivel tovább. Létezésére először 1979-ben derült fény, amikor Helen Jacquet-Gordon publikálta az Ini 5. évére datált graffitót, amelyet a karnaki Honszu-templomban találtak.
Uralkodói neve, a Menheperré korábban nem volt ismert; maradtak fenn ugyan ezzel a névvel ellátott leletek, de ezeket a XXV. dinasztia fáraójának, a núbiai Piyének tulajdonították. Ininek 1989 előtt csak három említése volt ismert:
- A Honszu-templom tetején lévő, 11. számú graffito (AEB 79244), melyet egy bizonyos Ini Sziésze Meriamon 5. évére, semu évszak 3. havának 10. napjára datáltak;
- Bronz plakett, ma a Durhami Egyetem gyűjteményében (N 2186); ezen maradt fenn személyneve, Ini;
- Egy abüdoszi cserépdarab.

1989-ben Jean Yoyotte publikált egy tanulmányt Ini uralkodásáról, ebben kifejtette, hogy a három leleten említett Ini fáraó valószínűleg ugyanaz a személy lehet – aki H. Jacquet-Gordon szerint i. e. 780/770 vagy 753/743 körül léphetett trónra –, emellett két további, korábban Piyének tulajdonított leletet is neki tulajdonít: a Louvre C100-as sztélét és egy Kairóban őrzött kalcit edényt (CG 18498), melyeken egy Menheperré nevű uralkodó szerepel. A sztélén fennmaradt töredékes név jobban kiegészíthető Ini nevére, mint Piyéére. Ezt ma a legtöbb egyiptológus elfogadja. Az ellen, hogy a Menheperré Piye uralkodói neve lenne, az is szól, hogy a núbiai királynak már így is két uralkodói neve is ismert (Uszermaatré és Szenoferré).
Init valószínűleg akkor mozdíthatták el pozíciójából, amikor Piye – uralkodásának 20. évében – meghódította Egyiptomot, nem ábrázolják ugyanis a 21. évben keletkezett győzelmi sztélén. Ez azonban nem teljesen bizonyított, mert elképzelhető, hogy Piye megengedte, hogy Ini az ő vazallusaként hatalmon maradjon Thébában. Erre bizonyíték a Louvre C100 sztélé is, amely Kenneth Kitchen szerint stílusa alapján a núbiai kor elejére datálható. A sztélén azonban Ini nevét mindhárom helyen kivakarták, és a király alakjában is kárt tettek, ami arra utal, Piye utódja, Sabaka eltávolította Init és el akarta törölni emlékét. Ez arra utalhat, hogy a Honszu-templomban lévő graffito nem sokkal azelőtt készült, hogy Egyiptomot teljes egészében elfoglalták volna a núbiaiak Sabaka alatt, aki nem tűrte, hogy egy ilyen jelentős városban, mint Théba, őslakos egyiptomi uralkodó legyen hatalmon, aki veszélyt jelenthet a núbiai dinasztia uralmára.
Ini lánya lehetett Mutirdisz hercegnő, Hathor és Mut thébai főpapnője, a thébai TT410 sír tulajdonosa, akit korábban Piye lányának tartottak.

## Név, titulatúra
A fáraók titulatúrájának magyarázatát és történetét lásd az Ötelemű titulatúra szócikkben.
| G5 |

| G5 |

| F36 | N17 · N17 |

| F36 | N17 · N17 |

| F36 | N17 · N17 |

| F36 | N17 · N17 |

| G5 |

| G5 |

| F36 | N17 · N17 |

| F36 | N17 · N17 |

| F36 | N17 · N17 |

| F36 | N17 · N17 |

| G16 |

| G16 |

| ms | U25 |

| ms | U25 |

| G16 |

| G16 |

| ms | U25 |

| ms | U25 |

| G8 |

| G8 |

| z · I1 | q · n | nw | w | A12 · Z2 |

| z · I1 | q · n | nw | w | A12 · Z2 |

| G8 |

| G8 |

| z · I1 | q · n | nw | w | A12 · Z2 |

| z · I1 | q · n | nw | w | A12 · Z2 |

| M23 | L2 |

| M23 | L2 |

| ra | xpr | mn |

| ra | xpr | mn |

| ra | xpr | mn |

| ra | xpr | mn |

| ra | xpr | mn |

| ra | xpr | mn |

| ra | xpr | mn |

| ra | xpr | mn |

| M23 | L2 |

| M23 | L2 |

| ra | xpr | mn |

| ra | xpr | mn |

| ra | xpr | mn |

| ra | xpr | mn |

| ra | xpr | mn |

| ra | xpr | mn |

| ra | xpr | mn |

| ra | xpr | mn |

| G39 | N5 | \| \| |
|     |    |       |

|  |

| G39 | N5 | \| \| |
|     |    |       |

|  |

| W25 | i | i |

| W25 | i | i |

| W25 | i | i |

| W25 | i | i |

| W25 | i | i |

| W25 | i | i |

| W25 | i | i |

| W25 | i | i |

| G39 | N5 | \| \| |
|     |    |       |

|  |

| G39 | N5 | \| \| |
|     |    |       |

|  |

| W25 | i | i |

| W25 | i | i |

| W25 | i | i |

| W25 | i | i |

| W25 | i | i |

| W25 | i | i |

| W25 | i | i |

| W25 | i | i |

## Fordítás
- Ez a szócikk részben vagy egészben  az   Ini (pharaoh) című angol Wikipédia-szócikk ezen változatának fordításán alapul.  Az eredeti cikk szerkesztőit annak laptörténete sorolja fel. Ez a jelzés csupán a megfogalmazás eredetét és a szerzői jogokat jelzi, nem szolgál a cikkben szereplő információk forrásmegjelöléseként.

## Külső hivatkozások
- Helen Jacquet-Gordon: The Graffiti on the Khonsu Temple Roof at Karnak: A Manifestation of Personal Piety Archiválva 2013. október 9-i dátummal a Wayback Machine-ben p.79-80